# Токарєв Іван Якович
Іван Якович Токарєв (1946–2019) — український воєнний розвідник. Контрадмірал. 

## Життєпис
Брав участь у створенні воєнної розвідки України та зробив значний внесок у її становлення та розвиток Головного управління розвідки Міністерства оборони України. Завдяки його зусиллям у короткий термін було сформовано дієву систему інформаційно-аналітичних підрозділів ГУР МО України. 4 червня 2019 року помер у Києві.

## Нагороди та відзнаки
- Орден Данила Галицького (2005)[2]